# Estação Stade de Gerland-Le LOU

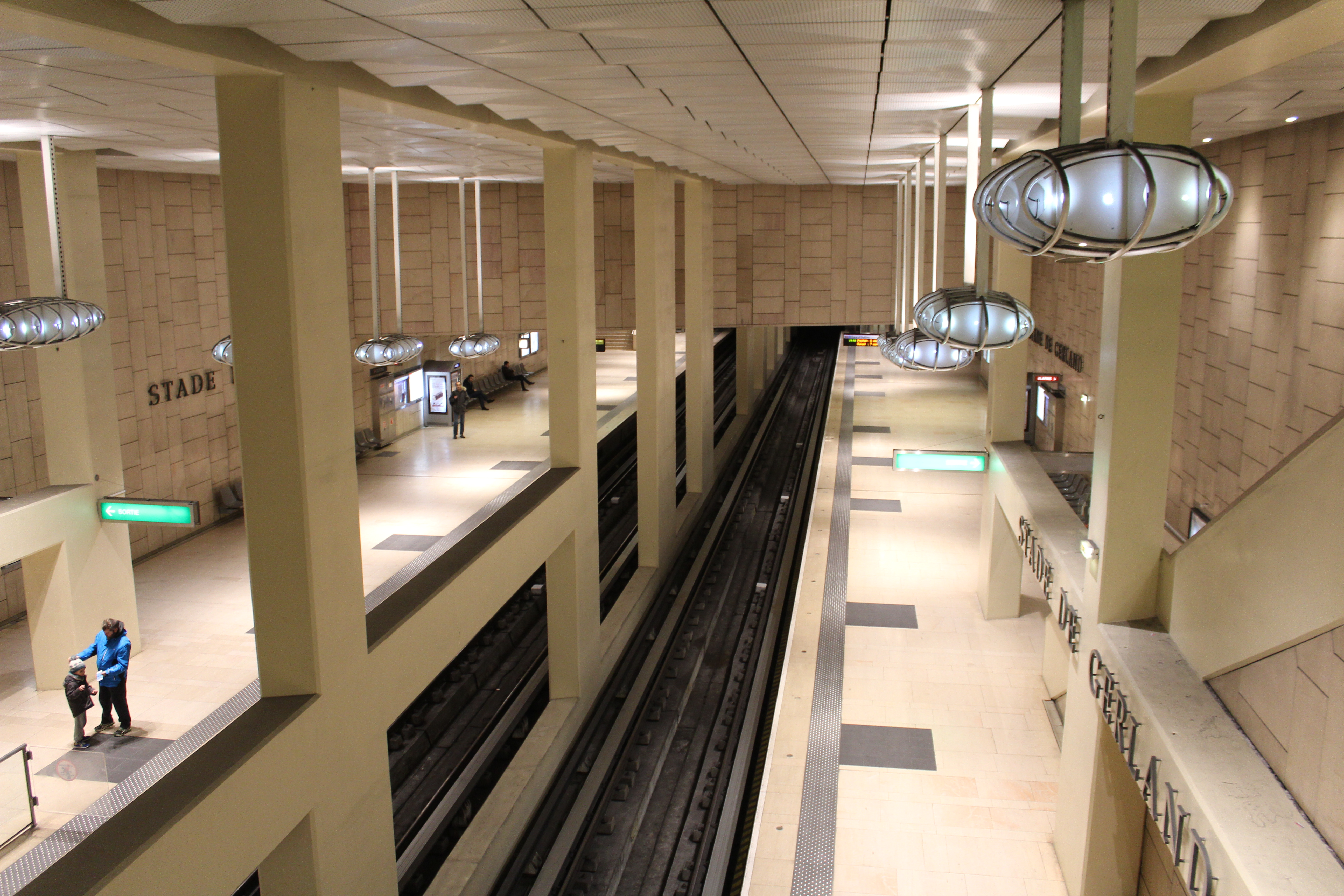
Plataforma de embarque/desembarque da estação.

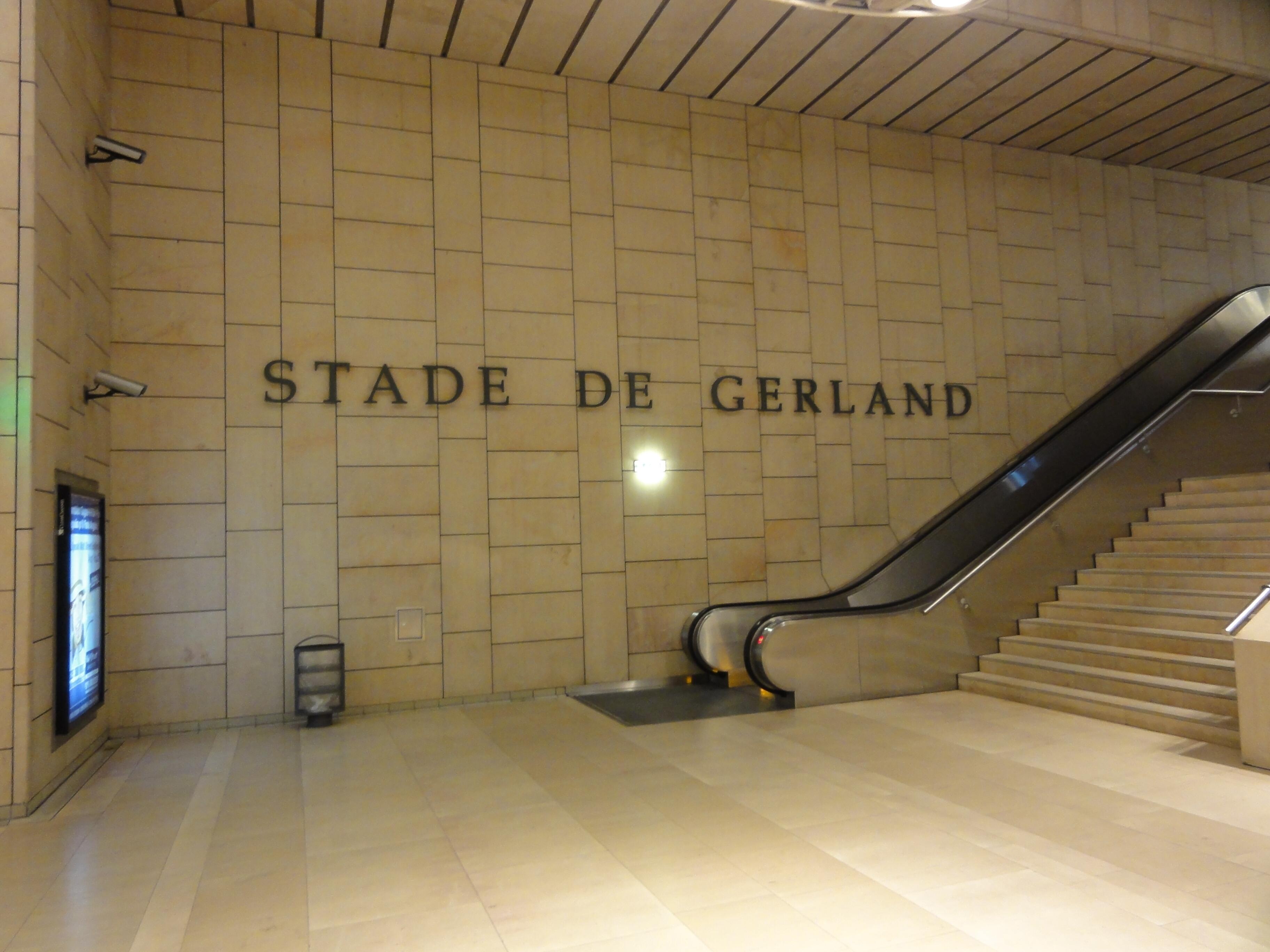
Escadaria de acesso.

Stade de Gerland-Le LOU é uma das estações terminais da Linha B do metro de Lyon. Foi inaugurada em 4 de setembro de 2000.

## Obras de arte
A estação possui uma obra de arte fixada em uma das paredes do acesso principal à estação, a partir da praça Docteur-Galtier, ao nível do pátio ao pé da escada. Conhecida como "Le Roc-aux-Sorciers", produzida por Jean-Luc Moulène, que é uma fotografia gigante das gravuras do abrigo rochoso de mesmo nome localizado na cidade de Angles-sur-l 'Anglin.